# Bissectrice

De bissectrice van een hoek getekend met passer en liniaal

Bissectricestelling; de bissectrice verdeelt overstaande zijde in verhouding aanliggende zijdes
BD : DC = AB : AC

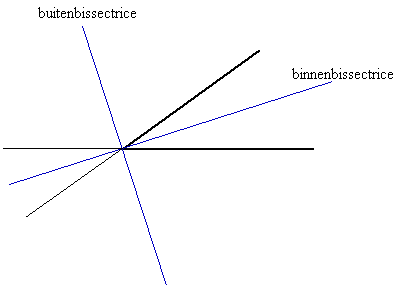
Binnen- en buitenbissectrice

De bissectrice of deellijn van een hoek is in de meetkunde de lijn die deze hoek in twee gelijke hoeken verdeelt. De bissectrice is ook de meetkundige plaats van de punten met gelijke afstanden tot de benen van de hoek.

## Constructie
De bissectrice van een hoek kan bepaald worden met de volgende constructie met passer en liniaal:
1. Plaats de punt van de passer op het hoekpunt en teken een cirkel met een willekeurige straal;
2. Markeer de twee snijpunten van deze cirkel met de beide benen van de hoek;
3. Plaats de punt van de passer achtereenvolgens op elk van deze twee benen in deze snijpunten en teken twee cirkels met gelijke straal.
4. Trek met een liniaal vanuit het hoekpunt een lijn door de snijpunten van de twee cirkels; deze lijn is de bissectrice

## Driehoek
In een driehoek gaan de bissectrices van de drie hoeken door één punt, het middelpunt van de ingeschreven cirkel. Dat volgt er rechtstreeks uit dat op de drie bissectrices de punten liggen met dezelfde afstand tot de benen van de hoek.
Een bissectrice in een driehoek verdeelt de overstaande zijde in de verhouding van de aanliggende zijdes (zie Bissectricestelling). Dit geldt zowel voor de binnen- als de buitenbissectrice, dus in nevenstaande figuur geldt
{\displaystyle {\frac {BD}{DC}}={\frac {AB}{AC}}}.
De lengte {\displaystyle d_{a}} van de bissectrice van hoek A wordt gegeven door
{\displaystyle d_{a}={\sqrt {bc\left(1-{\frac {a^{2}}{(b+c)^{2}}}\right)}}}

## Binnen- en buitenbissectrice
Als we de halfrechten die een hoek maken verlengen tot lijnen, hebben we in totaal vier hoeken. De bissectrice van de twee aanliggende hoeken staat loodrecht op de oorspronkelijke bissectrice en wordt buitenbissectrice genoemd. Voor het onderscheid noemt men de gewone bissectrice wel de binnenbissectrice. De binnen- en buitenbissectrices samen vormen de meetkundige plaats van punten die gelijke afstand hebben tot de lijnen die de hoek vormen.
Het middelpunt van een aangeschreven cirkel vindt men door het snijden van twee buitenbissectrices van hoeken van de driehoek en ligt op de binnenbissectrice van de derde hoek.